# Churchstoke
Churchstoke (en anglais) ou Yr Ystog (en gallois) est un village et une communauté du Powys, au pays de Galles.

## Géographie
Churchstoke est situé dans le nord-est du Powys, près de la frontière anglo-galloise, dans le comté historique du Montgomeryshire, à 7 km au sud-est de la ville de Montgomery.
La communauté de Churchstoke comprend aussi les villages de Hyssington (en) et The Marsh.

## Démographie
Au recensement de 2011, la communauté de Churchstoke comptait 1 691 habitants.